# Maccabi Tel Aviv (Basketball)

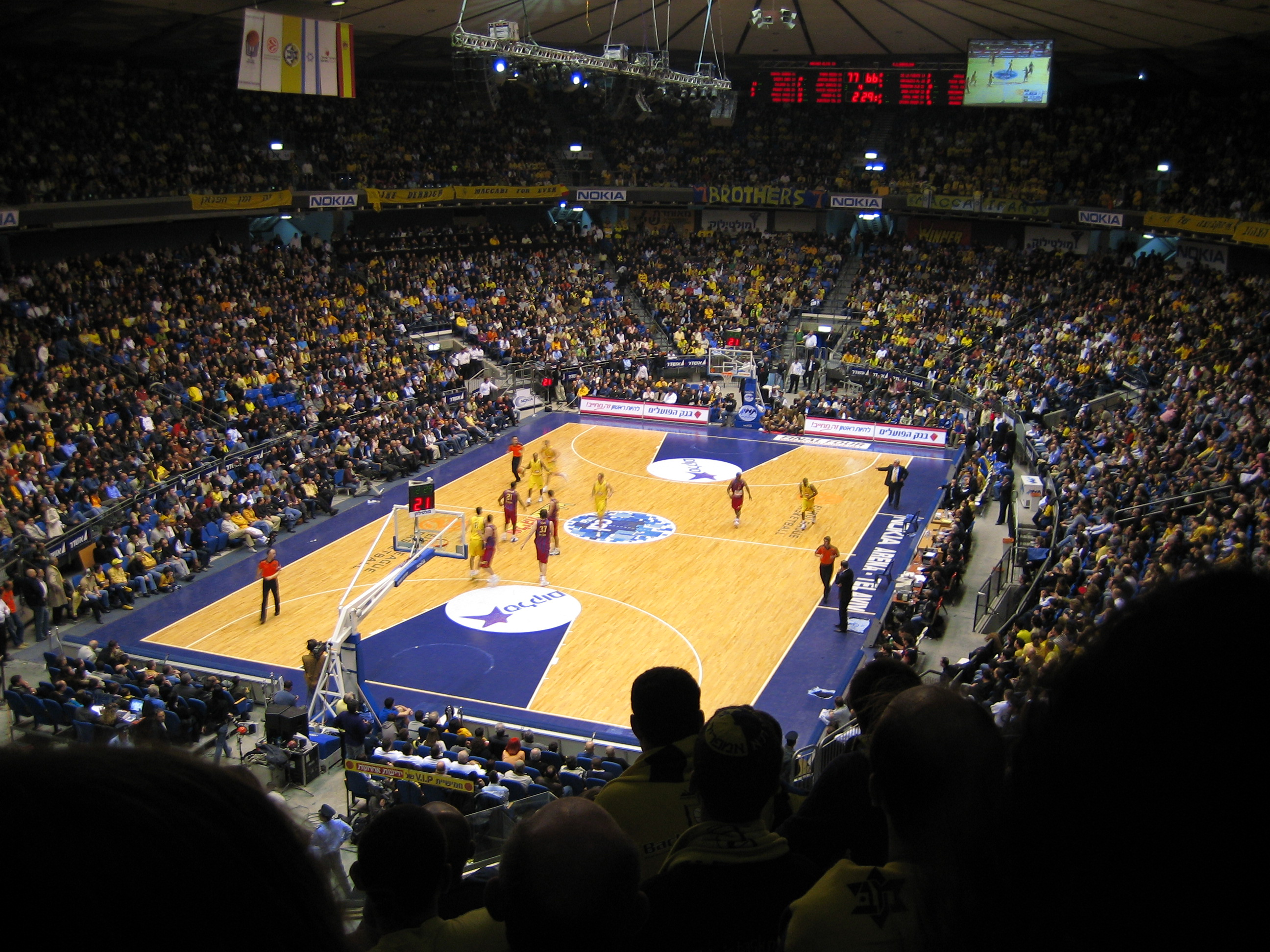
Maccabi Tel Aviv in der Menora Mivtachim Arena

Der Basketballverein Maccabi Tel Aviv (hebräisch מכבי תל-אביב) aus der israelischen Mittelmeermetropole Tel Aviv, zählt mit fünf Europapokalsiegen zur Leistungsspitze in der Union des Ligues Européennes de Basketball (ULEB).

## Geschichte
Maccabi Tel Aviv entstand im Jahr 1906 als HaRishon LeZiyyon in Jaffa. Unter den Namen Maccabi Tel Aviv entwickelte er sich zum größten Sportverein in Israel. Maccabi Tel Aviv betreibt auch weitere Sportarten wie Judo, Hand- und Volleyball. Hervorzuheben ist die Fußballmannschaft, die zweimal den Landesmeisterpokal von Asien gewann.
Der Klub begann in den 1930er Jahren mit dem Basketball. 1954 gewann man den ersten israelischen Meistertitel in der neu gegründeten Liga. Seitdem belegte der Klub nie einen schlechteren als den dritten Platz in dieser Liga. Ein prägender Spieler, später Trainer, war Ralph Klein.

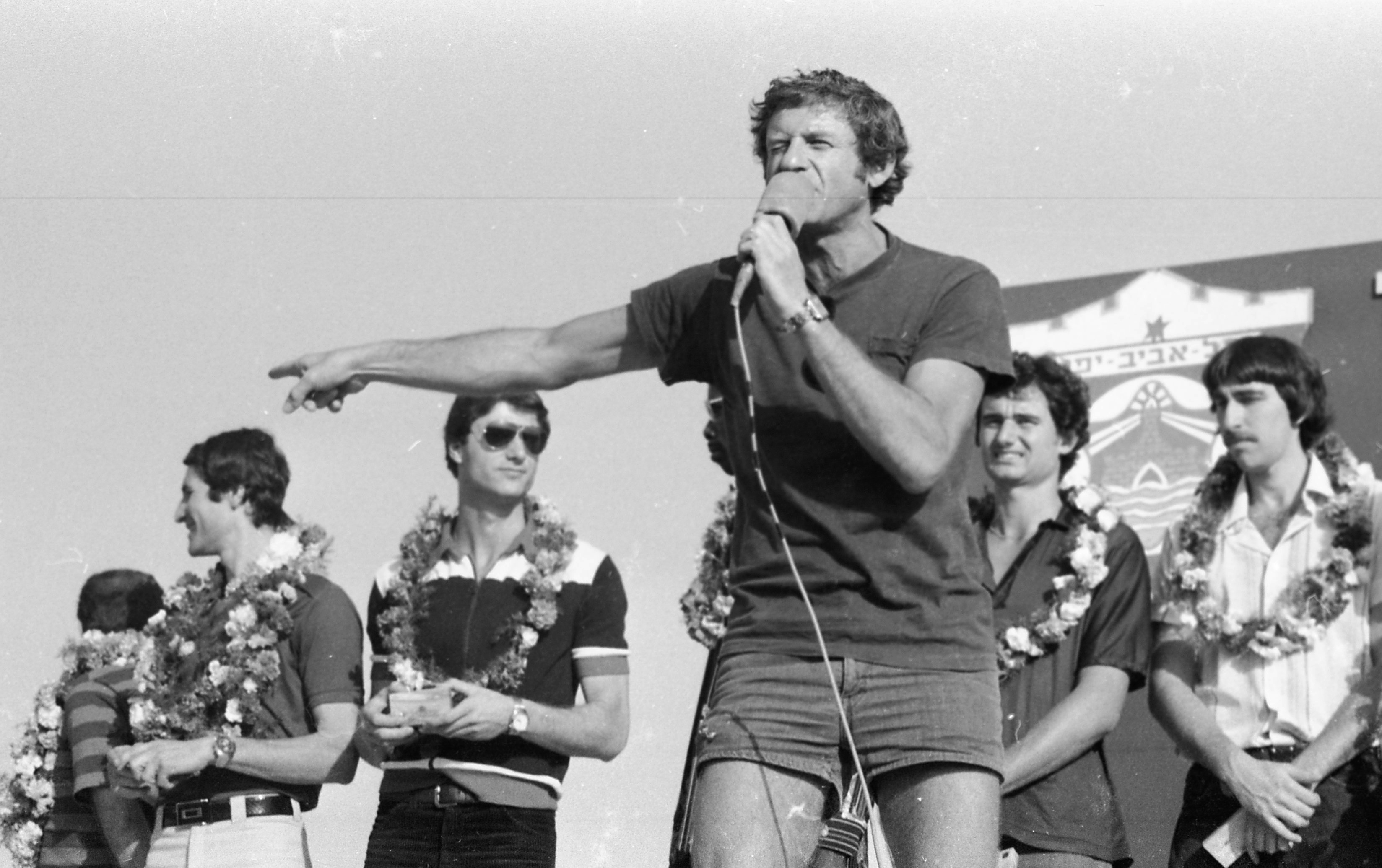
Der Schauspieler und spätere Rabbiner Uri Zohar unterhält das Publikum beim Fest der Maccabi Tel Aviv Basketball-Sektion, 10. April 1977

1958 fand das erste internationale Spiel statt. Bis August 2005 spielte das Team international 577-mal und gewann davon 359 Spiele. 1977 gewann Maccabi als ersten internationalen Pokal den Championship Cup, den der Klub auch noch 1981 gewinnen konnte. Im Mai 2004 gewann man das Finale der Euroleague und im Jahr darauf nochmals; im Jahr 2006 verlor der Klub im Finale gegen den ZSKA Moskau.
Der Klub gewann 53 nationale Meistertitel (davon 23 hintereinander in den Jahren 1970 bis 1992) und wurde 44-mal nationaler Pokalsieger. Seit 1977 gewann der Klub fünfmal die europäische Championsleague und wurde siebenmal Zweiter.
2005 traf Maccabi Tel Aviv in einem Freundschaftsspiel auf den NBA-Club der Toronto Raptors. Anthony Parker erzielte in diesem Spiel den entscheidenden Punkt und führt Tel Aviv zum Sieg. Maccabi Tel Aviv war das erste europäische Team, welches ein NBA-Team in Nordamerika schlagen konnte.
In der Saison 2013/14 gewann Maccabi zum dritten Mal die EuroLeague. Nachdem man im Final Four zunächst den Finalgegner von 2006, ZSKA Moskau, bezwungen hatte, wurde im Endspiel Real Madrid mit 98:86 nach Verlängerung besiegt.

## Aktueller Kader
| Nr. | Nat.               | Name              | Position | Geburt     | Größe  | Info |
| --- | ------------------ | ----------------- | -------- | ---------- | ------ | ---- |
| 1   | /                  | Jaylen Hoard      | Forward  | 30.03.1999 | 204 cm |      |
| 9   | /                  | Roman Sorkin      | Forward  | 11.08.1996 | 208 cm |      |
| 11  | /                  | Will Rayman       | Forward  | 01.04.1997 | 203 cm |      |
| 12  | /                  | John DiBartolomeo | Guard    | 20.06.1991 | 183 cm | C    |
| 45  | Israel             | Tamir Blatt       | Guard    | 04.05.1997 | 178 cm |      |
|     | Vereinigte Staaten | Jimmy Clark III   | Guard    | 04.04.2001 | 190 cm |      |
|     | Vereinigte Staaten | Jeff Dowtin       | Guard    | 10.05.1997 | 191 cm |      |
|     | Vereinigte Staaten | Lonnie Walker IV  | Guard    | 14.12.1998 | 196 cm |      |
|     | Kanada             | Oshae Brissett    | Forward  | 20.06.1998 | 201 cm |      |
|     | Israel             | Gur Lavy          | Forward  | 27.03.2001 | 198 cm |      |
|     | /                  | T. J. Leaf        | Forward  | 30.04.1997 | 208 cm |      |
|     | Brasilien          | Márcio Santos     | Center   | 02.11.2002 | 204 cm |      |
|     | Serbien            | Uroš Trifunović   | Forward  | 05.12.2000 | 200 cm |      |

| Nat.   | Name         | Position   |
| ------ | ------------ | ---------- |
| Israel | Oded Kattash | Head Coach |

| Abk. | Bedeutung                       |
| ---- | ------------------------------- |
| Nr.  | Trikotnummer                    |
| Nat. | Nationalität                    |
| C    | Mannschaftskapitän              |
| S    | Suspension                      |
|      | Verletzungsbedingte Inaktivität |

## Sponsoren
Ab 1969 war der Lebensmittelkonzern „Elite“ der Hauptsponsor, dessen Name Bestandteil des Vereinsnamens wurde (Maccabi „Elite“ Tel Aviv). Zur Saison 2008/09 ist der israelische Hersteller für Aufzüge „Elektra“ der Hauptsponsor, der Vereinsname wurde demgemäß in Maccabi „Elektra“ Tel Aviv geändert. Die Mannschaft befindet sich im gemeinschaftlichen Eigentum von Fedanco Limited, R.K. Maccabi Ltd (von Herrn Raanan Katz), Newco Sport Ltd. und der Naftali S.S. Investments Ltd. 2020 wurde der Handyspiel-Herausgeber „Playtika“ für fünf Jahre neuer Sponsor des Clubs. Am 15. Juli 2025 stieg „Rapyd“, ein Unternehmen der Finanztechnologie, für sieben Jahre bei Maccabi ein. Seitdem heißt der Verein Maccabi Rapyd Tel Aviv.

## Titel
- Intercontinental Cup: 1981
- Europapokal als Triple Crown: 6
  - EuroLeague: 2004, 2005, 2014
  - Suproleague: 2001
  - Europapokal der Landesmeister: 1977, 1981
- Adriatische Basketballliga: 2012
- Israelischer Meister: (57) 1954, 1955, 1957–1959, 1962–1964, 1967, 1968, 1970–1992, 1994–2007, 2009, 2011–2012, 2014, 2017–2021, 2023, 2024
- Israelischer Pokalsieger: (45) 1956, 1958, 1959, 1961, 1963–1966, 1970–1973, 1975, 1977–1983, 1985–1987, 1989–1991, 1994, 1998–2006, 2010–2017, 2021
- Staatspokal: 2001